# August Ahlqvist
August Ahlqvist (ur. 7 sierpnia 1826 w Kuopio, zm. 20 listopada 1889 w Helsinkach) – fiński językoznawca, badacz języków ugrofińskich, poeta i krytyk literacki.

## Wybrana twórczość
- Satu, 1847
- Bidrag till finska. Finska språkforskningens historia, 1854
- Wotisk grammatik jemte språkprof och ordförteckning, 1855
- Det vestfinska språkets kulturord, 1871
- Elias Lönnrot, 1884
- Kalevalan karjalaisuus, 1887
- Wogulischer Wörterverzeichniss, 1891